# Knickmaß
Das Knickmaß im Personenfahrzeugbau dient zur Abschätzung der Beinlänge des Fahrers, mit der sich des Fahrzeug bequem bedienen lässt. Insbesondere bei Fahrzeugen mit verstellbarem Fahrersitz wird in der Regel ein Mindest- und ein Höchstmaß genannt.
Bei PKWs gibt das Knickmaß den Abstand vom Gaspedal zur Rücklehne des Fahrersitzes an, der jedoch nicht in direkter Linie, sondern über die Vorderkante des Sitzes gemessen wird und so dem „Knick“ des angewinkelten rechten Beins des Fahrers folgt.
Das Knickmaß wird insbesondere in den Fahrzeugdaten von Personenkraftwagen genannt, um anzugeben, ob das Fahrzeug für besonders große und besonders kleine Fahrer geeignet ist.
Typische Knickmaß-Größen beim PKW liegen zwischen 85 cm (Kleinwagen, vorderste Sitzeinstellung) und 120 cm (Oberklasse, hinterste Sitzeinstellung), bei Kinderfahrzeugen zwischen 50 und 60 cm.